# Steenbouw
Steenbouw is de bouwwijze gebaseerd op het stapelen van steen. Zowel muren als daken kunnen op die manier worden geconstrueerd. Voor overspanningen en muurdoorbrekingen kan men werken met liggers, spanten, lateien of bogen. Ook stenen gewelven bestaan in allerlei soorten. Elementaire stappen in de steenbouw zijn de keuze van het type steen, het kappen, het stapelen en doorgaans het metselen. Diverse metselverbanden zijn mogelijk.
In de Lage Landen en op veel andere plaatsen ging houtbouw vooraf aan steenbouw. Steen is lastiger te hanteren en oefent grotere drukkrachten uit, maar is geschikt om stabiele en langdurende bouwwerken op te trekken. Meestal werd gebouwd met steensoorten uit de omgeving. 